# Duolun (häradshuvudort i Kina, Inner Mongolia Autonomous Region, lat 42,19, long 116,49)
Duolun är en häradshuvudort i Kina. Den ligger i den autonoma regionen Inre Mongoliet, i den norra delen av landet, omkring 430 kilometer öster om regionhuvudstaden Hohhot. Antalet invånare är 100 893. Befolkningen består av 47 979 kvinnor och 52 914 män. Barn under 15 år utgör 14,0 %, vuxna 15-64 år 79 %, och äldre över 65 år 6,0 %.
Runt Duolun är det ganska glesbefolkat, med 28 invånare per kvadratkilometer. Det finns inga andra samhällen i närheten. Trakten runt Duolun består i huvudsak av gräsmarker.
Genomsnittlig årsnederbörd är 572 millimeter. Den regnigaste månaden är juli, med i genomsnitt 143 mm nederbörd, och den torraste är januari, med 3 mm nederbörd.